# Ciro Miniero
Ciro Miniero (ur. 31 stycznia 1958 w Neapolu) – włoski duchowny katolicki, biskup Vallo della Lucania w latach 2011–2022, arcybiskup koadiutor Taranto od 2022, arcybiskup metropolita Taranto od 2023. 

## Życiorys
Święcenia kapłańskie z rąk Corrado Ursiego otrzymał 19 czerwca 1982 i został inkardynowany do archidiecezji neapolskiej. Po święceniach został wikariuszem w neapolskiej dzielnicy Barra, a w 1989 został proboszczem. Pracował jednocześnie jako m.in. dziekan XVIII Dekanatu, wikariusz biskupi dla rejonu Zona VII, ekonom diecezjalny oraz jako dziekan IX Dekanatu.
7 maja 2011 został mianowany biskupem Vallo della Lucania. Sakry biskupiej udzielił mu 19 czerwca 2011 kard. Crescenzio Sepe, ówczesny metropolita Neapolu.
19 października 2022 papież Franciszek przeniósł go na urząd arcybiskupa koadiutora archidiecezji Taranto. 22 lipca 2023 po przejściu na emeryturę urzędującego arcybiskupa Filippo Santoro został nominowany przez papieża Franciszka arcybiskupem metropolitą Taranto. 29 czerwca 2024 w bazylice św. Piotra na Watykanie odebrał od papieża Franciszka paliusz.